# Uno sconosciuto in casa
Uno sconosciuto in casa (A Stranger with My Kids) è un film del 2017 diretto da Chad Krowchuk con protagonista Ashley Scott.

## Trama
Un giovane babysitter psicopatico tenta di distruggere la quiete famigliare di Karen Clark e i suoi due figli.